# Fresco (Costa d'Avorio)
Fresco è una città, sottoprefettura e comune della Costa d'Avorio, situata nella regione di Gbôklé. È capoluogo dell'omonimo dipartimento e conta una popolazione di 41 058 abitanti (censimento 2014).